# Mordechaj Saba

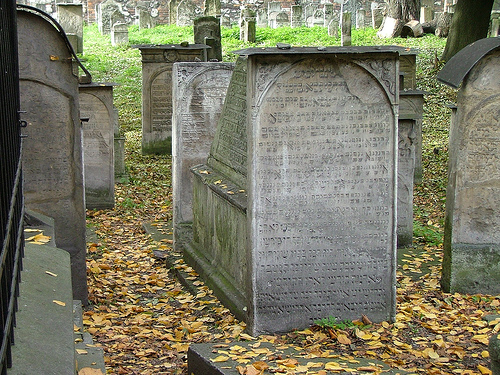
Grób Mordechaja Saby na cmentarzu Remuh w Krakowie

Mordechaj Saba, zwany Singerem (zm. 1576 na Kazimierzu) – kabalista, w latach 1572–1576 rektor krakowskiej jesziwy, kaznodzieja i znawca gramatyki hebrajskiej.
Mordechaj Saba jest pochowany na cmentarzu Remuh przy  ulicy Szerokiej, gdzie do dziś zachował się jego nagrobek. Składa się on z nagrobka tumbowego, który pochodzi z XVI wieku oraz dołączonej do niego w 1808 roku macewy.